# St. George (New York City)
St. George ist ein Stadtteil im New Yorker  Stadtbezirk (Borough) Staten Island mit 13.965 Einwohnern (US Census 2020). Der Stadtteil liegt an der Nordspitze der Insel, mit Blick auf die Skyline von Manhattan und unmittelbarem Anschluss an die Staten Island Ferry.

## Lage
St. George befindet sich im Norden von Staten Island, einem der fünf Boroughs von New York City. Die Nachbarschaft grenzt direkt an den New York Harbor und bildet das Eingangstor zur Insel. Über die Staten Island Ferry ist St. George rund um die Uhr mit Manhattan verbunden, was den Stadtteil zu einem wichtigen Verkehrsknotenpunkt macht.

## Geschichte
St. George entwickelte sich im späten 19. Jahrhundert als Fährterminal und Verwaltungszentrum von Staten Island. Die Eröffnung der Staten Island Ferry im Jahr 1905 war ein Meilenstein für die Entwicklung des Viertels und förderte die Urbanisierung erheblich. In der Folge entstanden zahlreiche Verwaltungsgebäude, darunter das Staten Island Borough Hall, das bis heute das politische Zentrum des Bezirks bildet. Die Nähe zum Wasser und die direkte Anbindung an Manhattan trugen zur wirtschaftlichen Bedeutung des Stadtteils bei.